# Чулановский, Владимир Михайлович
Влади́мир Миха́йлович Чулано́вский (5 июля 1889, Санкт-Петербург — 10 мая 1969, Ленинград) — советский физик, доктор физико-математических наук, профессор, заслуженный деятель науки и техники РСФСР. Один из крупнейших специалистов в области оптической спектроскопии в СССР.

## Биография
В 1908—1914 годах учился в Императорском Санкт-Петербургском университете, параллельно работал в лаборатории Д. С. Рождественского. В 1914 году был отправлен на стажировку в Тюбинген, Германия, в лабораторию Ф. Пашена, где выполнил свою первую научную работу — о влиянии электрического поля на сериальный спектр гелия.
Во время Первой мировой войны был интернирован и оставался в плену до 1918 года, по возвращении в Петроград стал сотрудником только что созданного Государственного оптического института, а также членом Комиссии Академии наук, которая была направлена правительством за границу для закупки литературы и оборудования и восстановления научных связей. В 1923 году Чулановский стал преподавателем кафедры оптики ЛГУ.
В 1945—1969 годах был заведующим основанной им кафедры молекулярной спектроскопии, организовал студенческую лабораторию повышенного типа (2-ю физическую лабораторию), которой руководил в течение ряда лет. Также по инициативе Чулановского были организованы спектральные лаборатории в отраслевых институтах Ленинграда (НИИПП, ВНИИСК, ВНИИЖ и других).
Чулановский был членом Комиссии по спектроскопии АН СССР с момента её создания, членом редколлегий журнала «Оптика и спектроскопия» и «Журнала прикладной спектроскопии».

### Семья
Жена — Мария Владимировна Чулановская (при рождении Волкова), кандидат биологических наук, лауреат премии имени К. А. Тимирязева.

## Научная деятельность
Первые исследования Чулановского посвящены расщеплению спектральных линий в сильных электрических полях, последующие — вакуумной ультрафиолетовой области, для которых Чулановский сконструировал и построил прецизионный дифракционный спектрограф, с помощью которого получил рекордно точные результаты. Этими исследованиями были заложены основы спектроскопического изучения неподеленных электронных пар. Затем Чулановский перешёл к исследованию колебательных спектров молекул методами инфракрасной спектроскопии и спектроскопии комбинационного рассеяния.
Именно Чулановским был установлен факт существования водородной связи в большом количестве жидких систем и разработаны спектроскопические критерии её образования.

## Признание
- Заслуженный деятель науки и техники РСФСР.